# خفاش بال‌خمیده شرقی
خفاش بال‌خمیده شرقی (نام علمی: Miniopterus fuliginosus) نام یک گونه از سرده خفاش‌های بال‌خمیده است.